# 拿撒勒猶太會堂

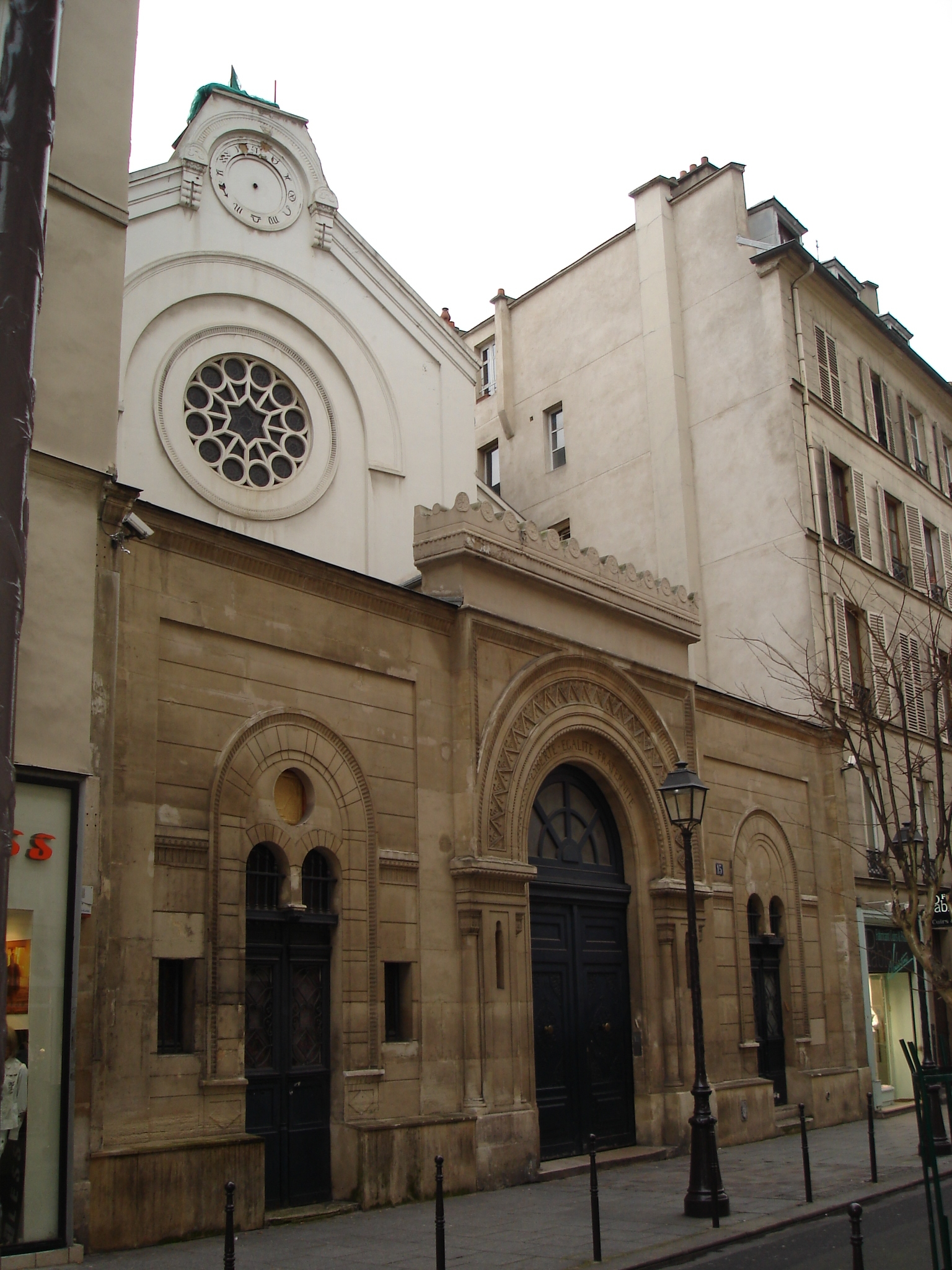
拿撒勒猶太會堂

拿撒勒猶太會堂（Synagogue de Nazareth）是位於法國首都巴黎第三區的一座猶太會堂。這座猶太會堂是巴黎歷史最古老的大猶太會堂。拿撒勒猶太會堂竣工於1822年，以容納數百名信徒。在第二次世界大戰期間，這座猶太會堂曾被破壞。由於北非猶太人的湧入，現在這座猶太會堂改為塞法迪猶太人儀禮。

## 外部連結
- Description from the mayor of 3rd Arrondissement （页面存档备份，存于）.
- Site de la synagogue nazareth （页面存档备份，存于）

48°52′01″N 2°21′36″E / 48.86694°N 2.36000°E